# 守山區
守山區（日语：／ Moriyama ku */?）為位於日本愛知縣名古屋市東北部的區，轄區位於庄內川以南，矢田川以北的丘陵區內，為名古屋市內少有仍維持豐富自然景觀的區域，在區內東北端198公尺高的東谷山為全名古屋市的最高點。

## 歷史
本地過去在令制國時代最初屬於尾張國山田郡，過去的漢字名稱除了「守山」，也曾被記載為相同日文發音的「森山」，在九世紀時曾由尾關氏在矢田川北岸建立大森城，至16世紀時陸續出現了守山城、小幡城、龍泉寺城。
16世紀山田郡被廢除後改隸屬春日井郡，17世紀進入江戶時代後大部分區域都成為尾張藩的領地，少部分區域屬於尾張藩御附家老成瀨氏犬山藩的領地；19世紀末明治維新實施廢藩置縣後，原屬各藩的區域分別改隸屬名古屋縣和犬山縣，在1872年的第一次府縣整併後全部區域隸屬新整併的名古屋縣，而名古屋縣在四個月後更名為愛知縣。
1889年日本實施町村制，現在的守山區轄區在當時分屬志談村、高間村、二城村、小幡村、大森村五個行政區劃，1906年愛知縣進行町村整併後，這些區域被整併為位於東北部的志段味村及位於西南部的守山町兩個行政區劃；志段味村在1954年被併入守山町後，守山町旋即升格為守山市。
此後守山市在1963年併入名古屋市，其轄區也直接設為守山區。

## 交通
守山區是名古屋16區中唯一沒有名古屋市營地下鐵車站的，但區內仍有名古屋鐵道瀨戶線及西日本旅客鐵道中央線通過；此外還有一條由名古屋導向巴士經營的公車捷運系統導軌巴士志段味線，可自位於名古屋市東區及北區交界處的大曾根車站直接駛至守山區西部的主要市區中。

### 鐵路
- 東海旅客鐵道
  - 中央線：（←名古屋市東區） - 新守山車站 - （春日井市→）
- 名古屋鐵道
  - 瀨戶線：（←名古屋市東區） - 守山自衛隊前車站 - 瓢簞山車站 - 小幡車站 - 喜多山車站 - 大森·金城學院前車站 - （尾張旭市→）
  - 小牧線：（←名古屋市北區） - （通過轄內但未設置車站） - （春日井市→）
- 名古屋導向巴士
  - 導軌巴士志段味線：（名古屋市東區） - 守山車站 - 金屋車站 - 川宮車站 - 川村車站 - 白澤溪谷車站 - 小幡綠地車站

### 公路
高速公路
- 東名高速道路 ：（名古屋市名東區） - （此路段未設置交流道） - （尾張旭市） - 守山休息區（日语：守山パーキングエリア） - （春日井市）
- 名古屋第二環狀自動車道：（名古屋市名東區） - 大森交流道（日语：大森インターチェンジ） - 小幡交流道（日语：小幡インターチェンジ） - （春日井市）

## 教育
在守山區東北部的上志段味東谷地區有爱知县立大学的守山校區，其過去原本是於成立的愛知縣立看護大學，於2009年與愛知縣立大學整併後成為其看護學部。
金城學院大學則是位於守山區的中部，其前身可追溯至1889年設立的私立金城女學校，至今仍為專收女性學生的女子大学。

## 外部連結
- （日語） 守山區役所地域力推進室的Instagram帳戶